# Doutrina dos dois reinos
Doutrina dos dois reinos é uma doutrina cristã protestante que ensina que Deus é o soberano do mundo inteiro e que ele governa de duas formas. Ela é defendida por luteranos e tem sido historicamente defendida também pelos calvinistas, apesar de os neo-calvinistas adotarem uma visão diferente chamada transformacionalismo (ou "mandato cultural").
Segundo esta doutrina, Deus governa o mundo, o reino da mão esquerda, através de governos seculares (e, embora este ponto seja frequentemente mal-entendido, também eclesiásticos) por meio da lei, ou seja, pela espada e pela compulsão pela força; e governa o céu, o reino da mão direita e seu reino espiritual, ou seja, os cristãos (no sentido de serem uma nova criação que espontânea e voluntariamente obedecem) através do evangelho ou da graça.
A doutrina dos dois reinos é simplesmente outra forma do ensino caracteristicamente luterano da Lei e Evangelho. O livro oficial que define o luteranismo, o "Livro de Concórdia", compilado em 1580, faz referência a um sermão de Martinho Lutero sobre tema de 1528, pregado no 19º domingo depois da Trindade em Marburg e sobre os dois reinos ("Os Dois Tipos de Justiça"). Neste sermão ele afirma que o reino mundano (mão esquerda) inclui tudo o que podemos ver e fazer com nossos corpos, o que inclui completamente e especialmente o que quer que seja feito na igreja. Ele faz esta distinção para que fique claro que no reino celestial (mão direita), a única coisa que está incluída é a fé em Cristo. "Somente Cristo" (Solus Christus) e "somente a fé" (sola fide) são slogans luteranos refletidos desta forma.
A base bíblica para esta doutrina está na distinção que São Paulo faz em Romanos 8 entre o corpo físico e o espírito. Esta interpretação marca a ruptura de Lutero com a tradicional compreensão escolástica deste capítulo, que ensina que, nesta dicotomia, o corpo é o vício, o profano e o secular enquanto que o espírito é a virtude, o sagrado e o eclesiástico.
Lutero, por outro lado, via este contraste como um movimento da verdadeira virtudes, que incluíam especialmente o sagrado e eclesiástico e qualquer ato de retidão que possamos realizar ou que é visível, para apenas a retidão (ou "justiça") invisível da fé em Cristo, que, no sermão supracitado, ele afirma  que é "sem significado na terra exceto para Deus e para uma consciência atormentada".

## Pensamento de Martinho Lutero

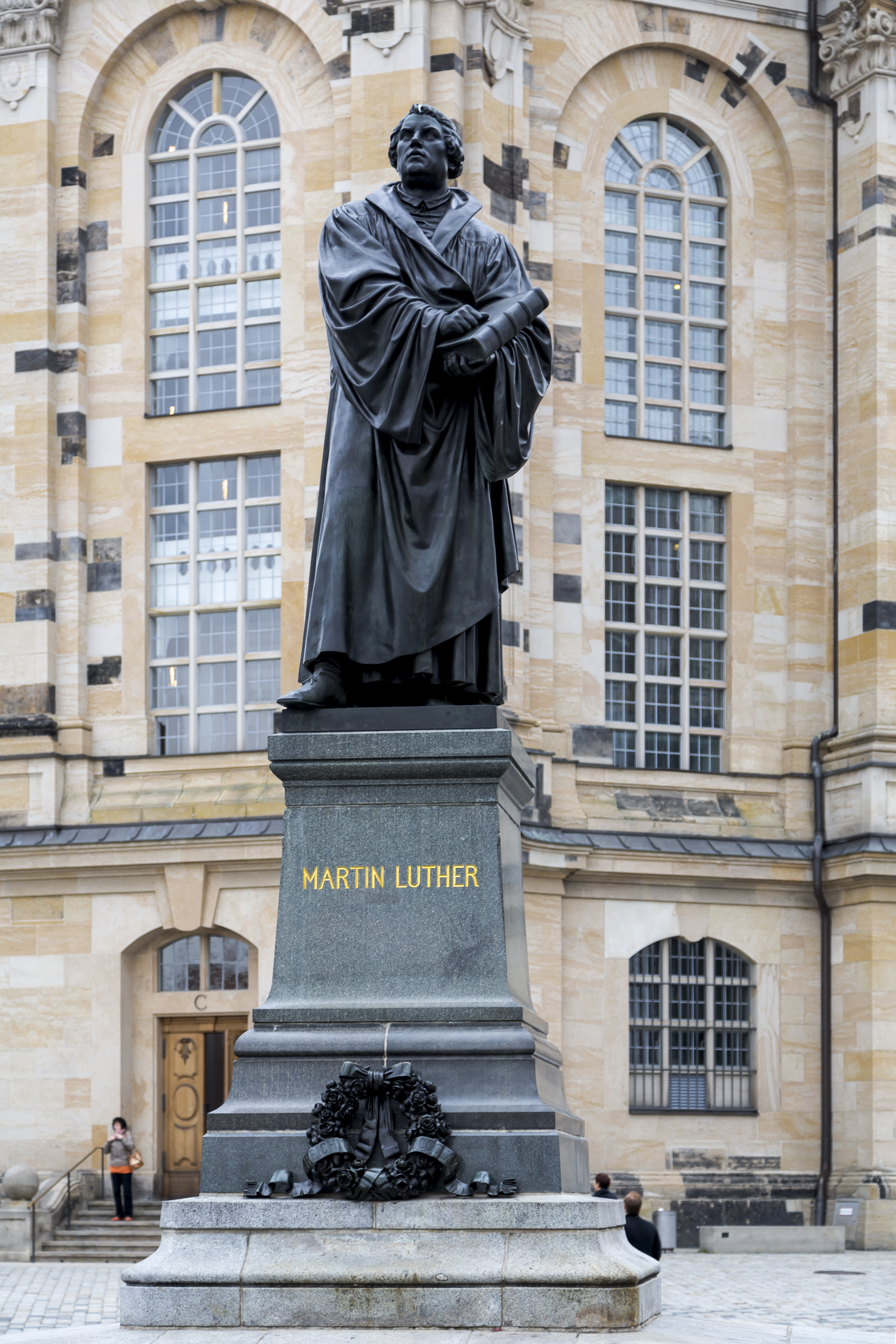
Estátua de Martinho Lutero em Dresden, Alemanha.

Martinho Lutero usava a frase "dois governos" ao invés de "dois reinos". Sua doutrina com Philip Melancthon, que depois foi chamada de "dois reinos", afirmava que a igreja não deveria exercer um governo terreno e os príncipes da terra não deveriam governar a igreja e nem se intrometerem no assunto da salvação das almas. O modelo agostiniano da "Cidade de Deus" foi a base para a doutrina de Lutero, mas ele avança. Ele se deparou com tipos aparentemente contraditórios na Bíblia. Algumas passagens exortavam os cristãos a obedecerem os soberanos acima deles e a pagar de volta o mal com retribuição, mas outras, como no Sermão da Montanha, exortam a passividade frente à opressão. Lutero as reconciliou e, ao fazê-lo, assumiu uma posição intermediária entre católicos romanos, que entendiam o segundo tipo de passagens bíblicas como uma forma de ideal para uma classe mais perfeita de cristãos, e cristãos radicais, que rejeitavam qualquer autoridade temporal. Lutero, por sua vez, propôs que o mundo estava dividido entre os verdadeiros cristãos e os não cristãos e que a espada é necessária para conter o mal cometido pelos não cristãos. O reino espiritual, composto pelos verdadeiros cristãos, não precisa da espada. As passagens bíblicas lidando com a justiça e a retribuição, portanto, são voltadas apenas ao primeiro reino. Cristãos, porém, só deveriam utilizar a espada contra malfeitores e nunca contra si próprios. Lutero também utiliza esta ideia para descrever a relação entre a igreja e o estado. O reino temporal não tem autoridade para coagir em assuntos pertinentes ao reino espiritual. Ele tinha em mente a forma na qual a Igreja Católica Romana havia se imiscuído nos assuntos seculares e o envolvimento dos príncipes nos assuntos eclesiásticos, especialmente a proibição da impressão de novas cópias do Novo Testamento.
| “ | Deus ordenou dois governos: o espiritual, que pelo Espírito Santo sob Cristo estão os cristãos e os piedosos; e o secular, que contém os não-cristãos e os maus de forma a obrigá-los a manter a paz exterior. [...] As leis do governo mundano não se estendem além da vida e da propriedade e o que é exterior sobre a terra. Pois sobre a alma Deus tem poder e não deixará ninguém governar além de Si. Portanto, onde poderes temporais presumem prescrever leis para a alma, ele invade o governo de Deus e só engana e destrói almas. Desejamos tornar isto tão claro que todos poderão compreender e que príncipes e bispos possam perceber quão tolos são quando tentam coagir as pessoas com suas leis e mandamentos a acreditarem em uma coisa ou outra. | ” |

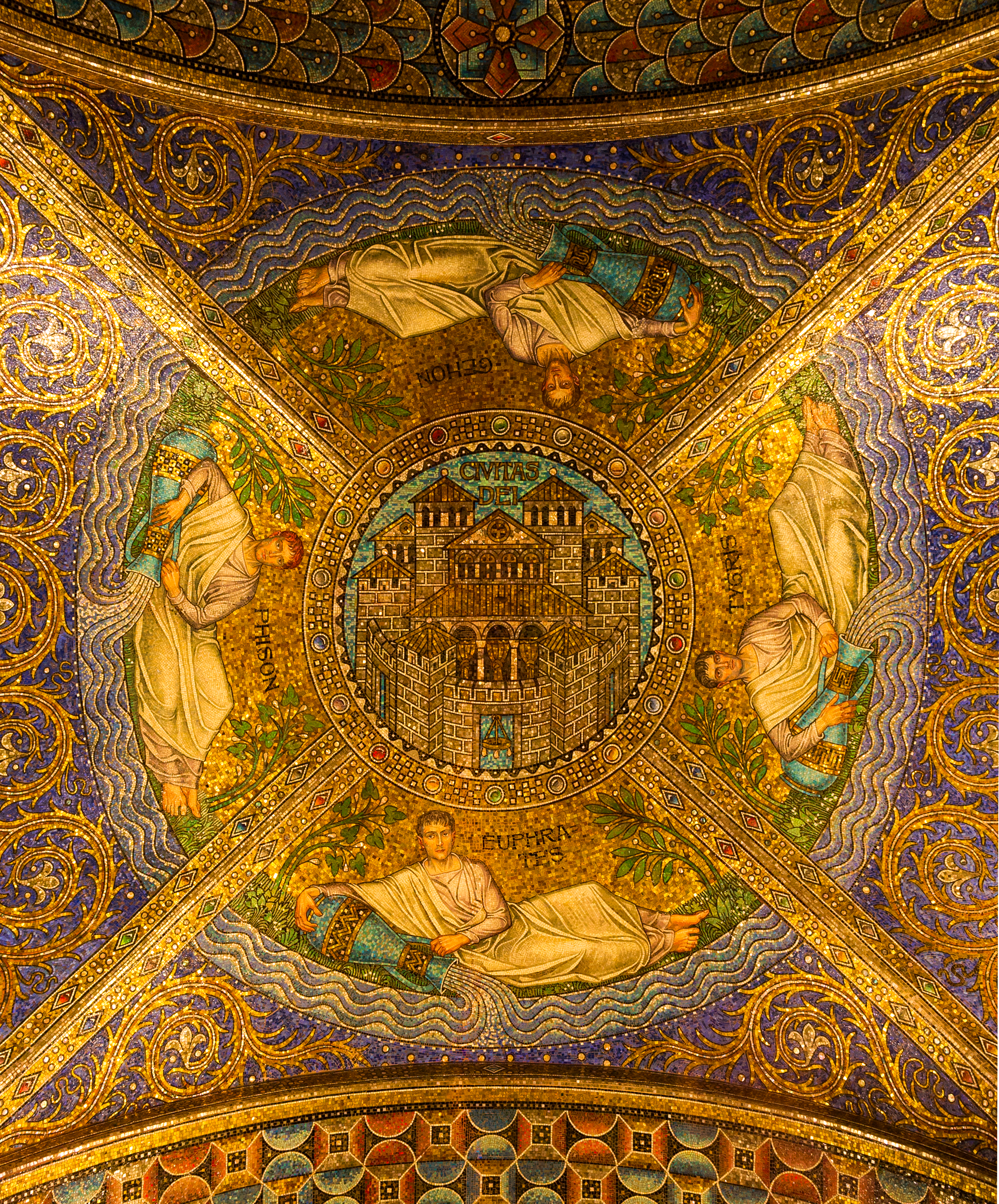
Mosaico da "Cidade de Deus" na Catedral de Aachen, Alemanha.

Lutero proibiu que cristãos permitissem que governantes temporais se intrometessem em seus corações em assuntos de fé declarando que "se você se entregar a ele e deixá-lo levar embora sua fé e seus livros, você terá verdadeiramente negado a Deus". Porém, em todos os assuntos temporais, os súditos devem obedecer e receber bem o sofrimento cristão:
| “ | Devemos estar sujeitos ao poder governamental e fazer o que ele comanda desde que ele não constranja nossa consciência e legisle apenas sobre assuntos exteriores. [...] Mas se ele invadir o domínio espiritual e constranger a consciência, sobre a qual apenas Deus deve presidir e governar, não devemos obedecer de forma nenhuma, mesmo à custa de nossos pescoços. A autoridade temporal e o governo não se estende para além dos assuntos que são externos e corpóreos. | ” |

## Interpretações políticas da teoria de Lutero
O debate em torno da doutrina dos dois reinos se concentram na teologia, mas possui diferentes correntes. Existe uma interpretação que foca na completa separação de Estado e igreja - oriunda da ideia de "dois" reinos - que leva a entender que a igreja não deve ter nenhuma ingerência nas questões ligadas ao Estado. Consequentemente, qualquer atuação de membros da igreja visando um comprometimento social e político, é vista como equivocada.
Outra forma de interpretação, entende a teoria de Lutero não como dois reinos distintos, mas sim duas estratégias divinas complementares, a estratégia espiritual e a estratégia política/social. A primeira, atua na igreja, através do evangelho, do batismo e da Santa Ceia. O objetivo dessa estratégia seria perdoar os pecados, libertar do mal e salvar o ser humano. Associa-se essa estratégia à teologia da cruz, em que o cristão é livre para servir e sofrer pelos outros em amor. A segunda estratégia, a política/social atua através das instituições seculares (o Estado, a economia, o direito, a família, a escola, etc.) usando a lei em seu uso civil, organizando a sociedade, contendo o mal e promovendo a justiça. A atuação cristã aqui se dá por meio da razão, argumentação, participação cidadã e engajamento institucional. Associa-se essa segunda estratégia à responsabilidade social e vocacional, em que o cristão age como cidadão ativo, buscando estruturas justas para todos.
Outra interpretação, vê na doutrina dos dois reinos uma tentativa de Lutero de lidar com contradições bíblicas entre trechos que defendem o poder coercitivo do Estado, através da força, e trechos que defendem a não-violência cristã. Assim, a doutrina dos dois reinos resolveria essa tensão. Enquanto o reino espiritual (de Deus) lida com a fé, a salvação e a vida interior, o reino temporal (do mundo) é regido por leis e autoridade civil, necessários para conter o pecado e garantir a ordem. Essa distinção permite a Lutero reconhecer que o cristão, como cidadão, pode obedecer e até exercer a autoridade secular (como juiz, soldado, etc), mas, como cristão na sua vida de fé, deve praticar o amor, o perdão e a não violência.  

## Teologia Reformada
Por causa da influência do neo-calvinismo, acredita-se geralmente que os calvinistas ("reformados") tenham defendido historicamente uma visão significativamente diferente da doutrina dos dois reinos conhecida como transformacionalismo. Na realidade, porém, Calvino e outros reformados ortodoxos posteriores claramente distinguiam entre a redentora obra de salvação de Deus e a obra terrena da providência; eles defendiam que Ele atuava de forma diferente em cada reino e percebiam esta obra redentora como parte do domínio da igreja enquanto que a obra terrena estaria sob o domínio das autoridades civis. O teólogo escocês Andrew Melville é especialmente conhecido por articular esta doutrina e o escocês "Second Book of Discipline" claramente define as esferas da autoridade civil e eclesiástica. Grandes teólogos ortodoxos, como Samuel Rutherford, também utilizaram conceitos e a terminologia dos dois reinos. Francis Turretin ampliou o desenvolvimento da doutrina significativamente ao ligar o reino temporal ao status de Cristo como Deus eterno e criador do mundo e o reino espiritual com seu status como filho encarnado de Deus e redentor da humanidade.
A aplicação reformada da doutrina diferiu da Luterana na questão do governo exterior da igreja. Os luteranos se contentaram em permitir que o estado controlasse a administração da igreja, uma visão compartilhada no mundo reformado por Thomas Erastus. Mas, de maneira geral, os reformados seguiram o exemplo de Calvino que insistiu que a administração exterior da igreja, incluindo o direito de excomungar, não deveria ser entregue ao estado.

## Respostas e influência
A articulação por Lutero da doutrina dos dois reinos teve pouco efeito na realidade prática do governo eclesiástico nos territórios luteranos durante a Reforma. Com a emergência do conceito do "cuius regio, eius religio", as autoridades civis passaram a ter grande influência sobre o formato da igreja em seus domínios e os luteranos foram forçados a ceder muito do poder concedido aos oficiais da igreja a partir de 1525. Em Genebra, porém, Calvino conseguiu, depois de muita luta, estabelecer, sob as "Ordenações Eclesiásticas", uma forma de governo eclesiástico com muito mais poder. Mais importante ainda, o Consistório de Genebra recebeu a autoridade exclusiva para excomungar membros da igreja.
James Madison, o principal autor da Primeira Emenda à Constituição dos Estados Unidos, creditou explicitamente Martinho Lutero como o teorista que "abriu o caminho" ao prover uma distinção apropriada entre as esferas civil e eclesiástica.
A distinção de Lutero foi adotada por John Milton, autor de "A Treatise of Civil Power", e John Locke, que posteriormente ecoou a doutrina em sua obra:
| “ | Existe uma sociedade dividida em duas da qual quase todos os homens do mundo são membros e desta organização dividida em duas eles devem obter uma felicidade dupla; viz. A deste mundo e a do outro: e daí emergem estas duas sociedades seguintes, viz. religiosa e civil | ” |

O sociólogo Max Weber também trabalhou com as tensões implícitas na doutrina dos dois reinos de Lutero em seu ensaio sobre a natureza dos políticos, "Política como Vocação".

## Catolicismo Romano
A Igreja Católica tem uma doutrina similar chama de "doutrina das duas espadas", expressa na bula papal "Unam Sanctam", publicada em 1302 pelo papa Bonifácio VIII. Nela, Bonifácio ensina que há apenas um Reino, a Igreja (neste caso, a Igreja Católica) e que a Igreja controla a "espada espiritual" enquanto que a "espada temporal" é controlada pelo Estado. A espada temporal é descrita como hierarquicamente inferior à espada espiritual, o que permite que a Igreja influencia a política e a sociedade de maneira geral.

## Ortodoxia oriental
Apesar de os papas de Alexandria terem tido uma imensa influência sobre o Império Bizantino até o século VI, a igreja copta, não calcedoniana, geralmente era contrária ao casamento da autoridade eclesiástica com o poder político, pelo menos desde que se tornou evidente que a ortodoxia calcedonianismo tornar-se-ia a posição cristológica oficial da Igreja Bizantina (pejorativamente chamada de "melquita", que significa "do rei"). A Igreja Copta, que abrange a maioria dos cristãos egípcios, jamais tentou controlar ou subverter o histórico governo islâmico do Egito.